# 台湾山椒蜗牛
台湾山椒蜗牛（学名：Assiminea taiwanensis），是中腹足目山椒螺科山椒螺属的一种。主要分布于台湾，常栖息在河川、溪流中。